# Carl Svensson
Carl Gustaf Gunnar Svensson (Stoccolma, 8 agosto 1879 – Sundbyberg, 28 ottobre 1956) è stato un tiratore di fune e sollevatore svedese.

## Biografia
Ha partecipato ai giochi olimpici di Atene di 1906, dove ha vinto la medaglia di bronzo nel tiro alla fune con la squadra svedese, vincendo nella finale per il terzo posto con la squadra austriaca.
Ha partecipato anche alla gara di sollevamento pesi con una mano, concludendo al quinto posto.

## Palmarès
In carriera ha conseguito i seguenti risultati:
- Giochi olimpici

Atene 1906: bronzo nel tiro alla fune.